# 戈东库尔
戈东库尔（法語：Godoncourt，法語發音：[ɡɔdɔ̃kuʁ] ⓘ）是法国大東部大區孚日省的一个市镇，属于埃皮纳勒区。

## 地理
戈东库尔（47°59'57"N, 5°55'18"E）面积11.38 平方千米，位于法国大東部大區孚日省，该省份为法国东北部内陆省份，北起默兹省和默尔特-摩泽尔省，西接上马恩省，南至上索恩省和贝尔福地区省，东临上莱茵省和下莱茵省。
与戈东库尔接壤的市镇（或旧市镇、城区）包括：索恩河畔蒙蒂勒、勒涅韦勒、圣于连、莱通、布斯罗库尔、菲涅韦勒。

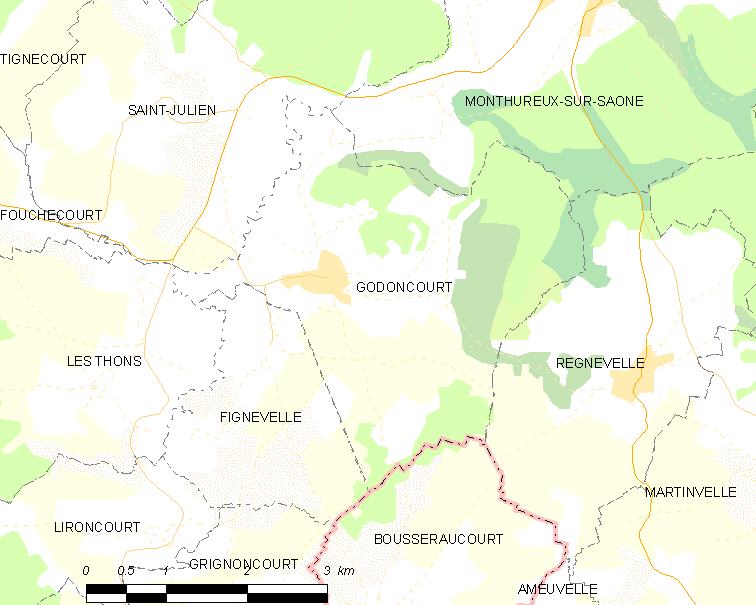
戈东库尔的OSM定位图

戈东库尔的时区为UTC+01:00、UTC+02:00（夏令时）。

## 行政
戈东库尔的邮政编码为88410，INSEE市镇编码为88208。

## 政治
戈东库尔所属的省级选区为达尔内县。

## 人口

1962-2008年间戈东库尔人口变化图示

戈东库尔于2022年1月1日时的人口数量为116人。